# Dysomma brevirostre
Il muso rognoso (Dysomma brevirostre, sin. Nettodarus brevirostris) è un pesce di mare della famiglia Synaphobranchidae.

## Distribuzione e habitat
Si tratta di una specie presente nel mar Mediterraneo e nell'Oceano Atlantico sia orientale che occidentale (noto solo in Florida). Nei mari italiani è noto a Genova ed a Messina.

Vive su fondi fangosi in profondità fino ad 800 m.

## Descrizione
Si tratta di un anguilliforme e come tale ha corpo allungato e serpentiforme molto sottile, quasi filiforme. Il muso è arrotondato e coperto di escrescenze cutanee caratteristiche che possono essere poco visibili in individui piccoli e/o tenuti fuori dall'acqua. L'occhio è piccolo, la bocca lo supera leggermente. Le pinne pettorali e le pinne ventrali sono assenti, l'unica pinna presente è impari eformata dalla fusione delle pinne dorsale, caudale ed anale. La pinna dorsale è piuttosto avanzata, ha la sua origine all'altezza dell'apertura branchiale.

Il colore è giallastro o brunastro maculato finemente di scuro sul dorso e bianco sul ventre, la pinna è di colore chiaro.

Misura fino a 20 cm.

## Riproduzione
La larva è un leptocefalo molto caratteristico per il muso molto allungato e con occhi telescopici.

## Biologia
Quasi del tutto ignota. Talvolta spiaggia sullo stretto di Messina.

## Pesca
Si cattura solo con reti a strascico scientifiche con magli sottilissime dato che sfugge dalle reti normali a causa della sottigliezza del corpo.